# Goniosoma varium
Goniosoma varium is een hooiwagen uit de familie Gonyleptidae.